# Hanhao
Hanhao (kinesiska: 汉豪乡, 汉豪) är en socken i Kina. Den ligger i den autonoma regionen Guangxi, i den södra delen av landet, omkring 270 kilometer nordost om regionhuvudstaden Nanning. Antalet invånare är 11401. Befolkningen består av 5 225 kvinnor och 6 176 män. Barn under 15 år utgör 23,0 %, vuxna 15-64 år 66 %, och äldre över 65 år 10,0 %.
Genomsnittlig årsnederbörd är 2 233 millimeter. Den regnigaste månaden är maj, med i genomsnitt 366 mm nederbörd, och den torraste är oktober, med 38 mm nederbörd.